# イタリア大使館別荘記念公園

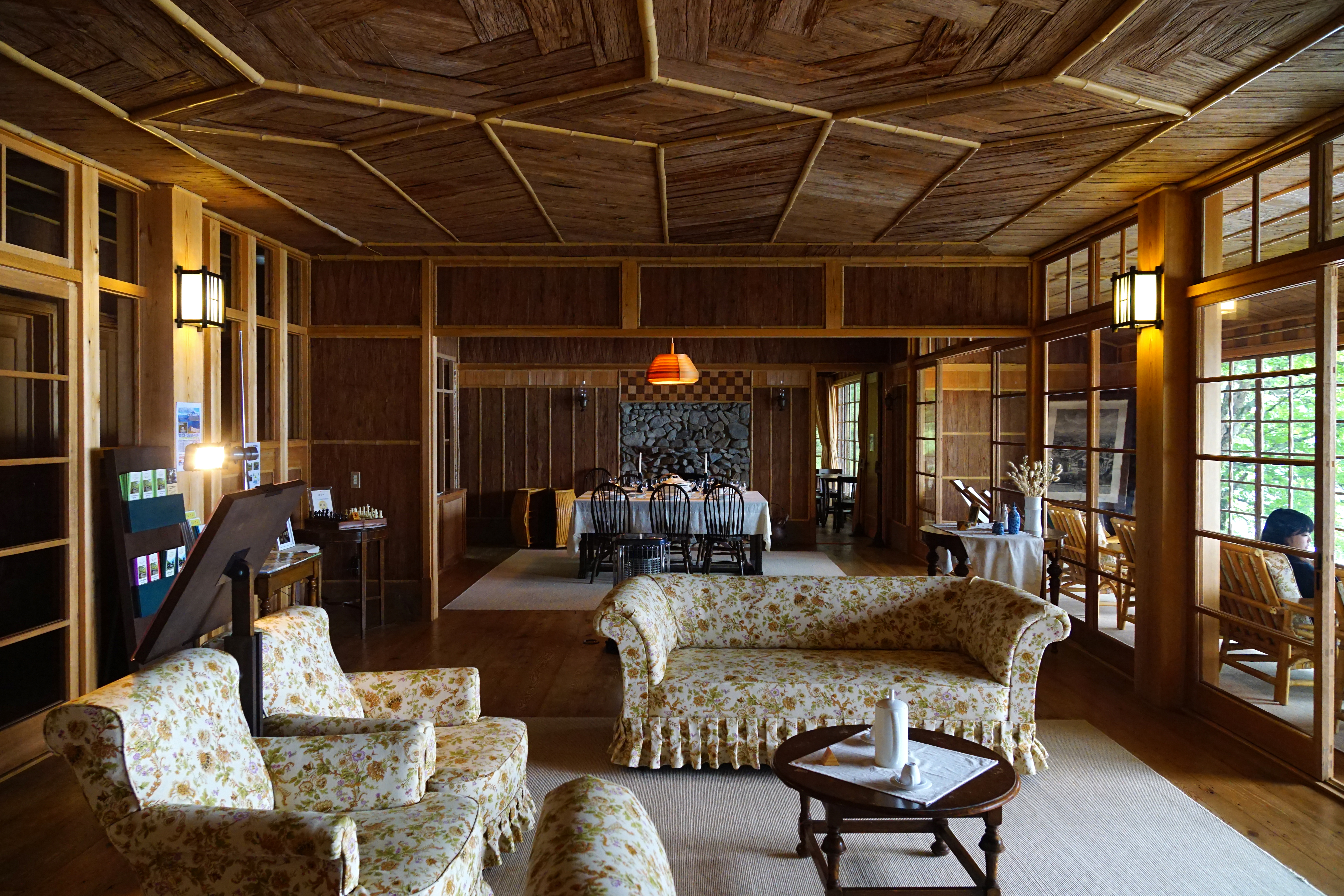
本邸1階

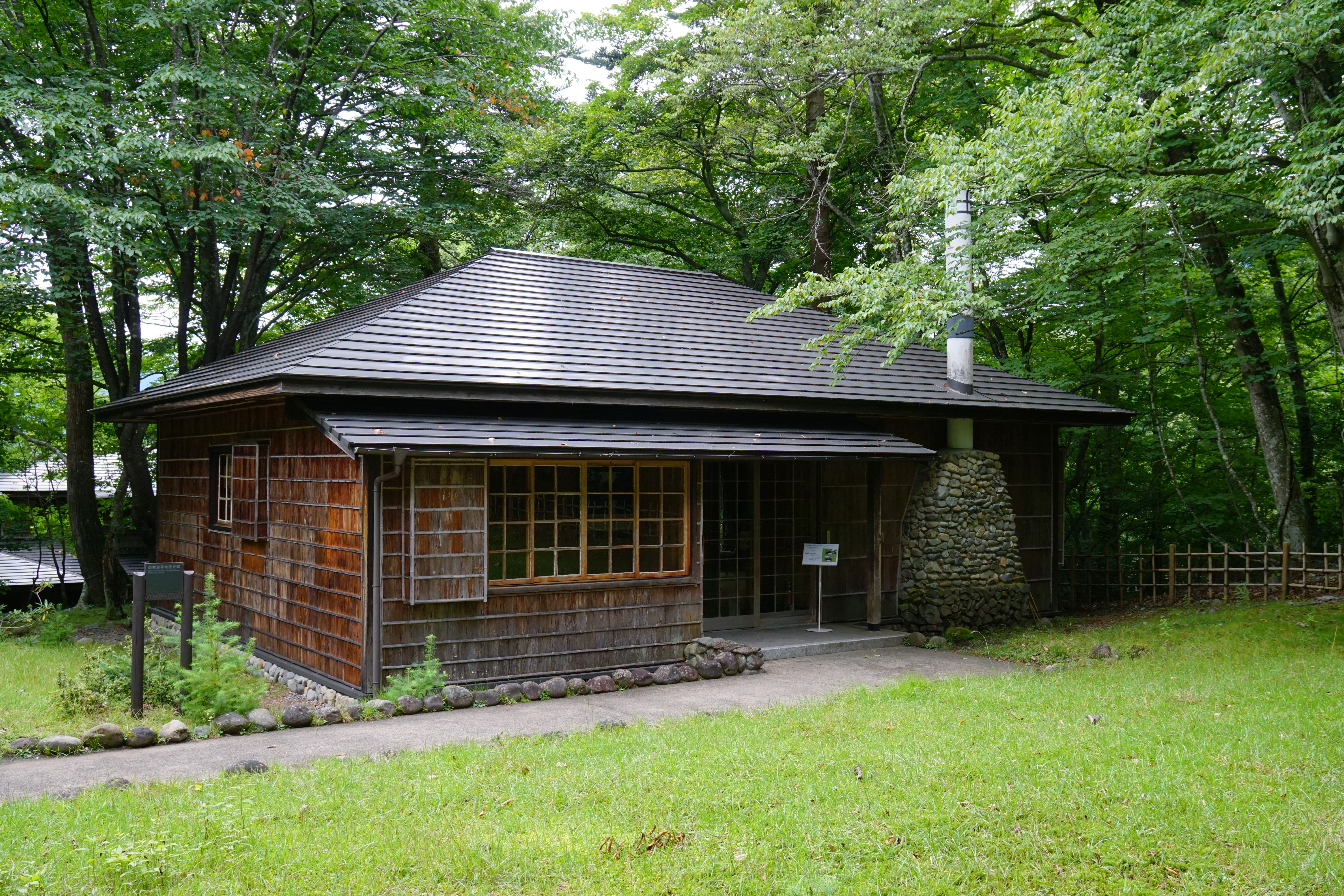
副邸（国際避暑地歴史館）

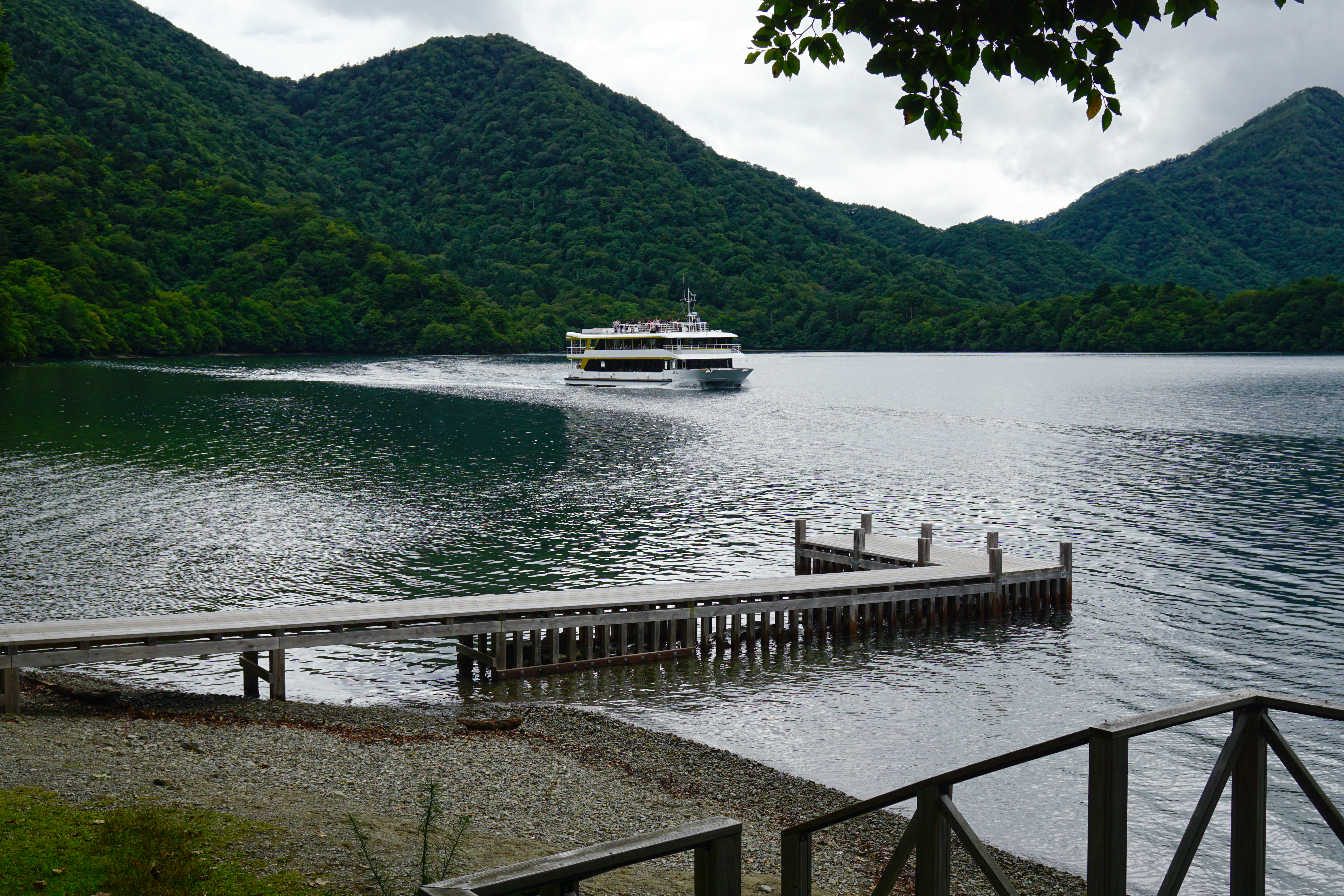
桟橋

イタリア大使館別荘記念公園（イタリアたいしかんべっそうきねんこうえん）は、栃木県日光市にある公園。1928年（昭和3年）から1997年（平成9年）までイタリア大使館別荘として使用され、建物を修築、復元した上で公園として整備し一般公開している。明治期以降に中禅寺湖沿岸に建てられた数多くの各国大使館別荘のうちの一つ。本邸は国の登録有形文化財に登録されている。近くに英国大使館別荘があり、こちらも一般公開されている。

## 概要
同館の創設は1928年（昭和3年）、アメリカ人アントニン・レーモンドの設計により中禅寺湖畔に建設された。当時の日光には中禅寺湖畔に数か国の大使館別荘があり、「夏には外務省が日光へ移る」といわれた。1997年（平成9年）まで歴代イタリア大使が使用していた。
その後は栃木県が同館を買い取り、修理と復元を行って一般公開された。建物は本邸と副邸の2棟からなる。本邸はリビング・テラス・寝室があり、家具・寝具・暖炉・調度品が展示されている。副邸は、往時の歴史を紹介する国際避暑地歴史館として整備された。内装と外装は共にスギの皮で装飾され、壁や天井に多様な装飾がなされている。周辺には小道や橋、桟橋がある。
本邸のテラスからは中禅寺湖、日光白根山、半月山、八丁出島を望める。桟橋からは男体山が見える。

## アクセス
- 中禅寺湖畔の歌ヶ浜駐車場から徒歩20分の所に位置する。
- JR日光線日光駅または東武日光線東武日光駅から、東武バス中禅寺温泉行または湯元温泉行にて中禅寺温泉下車、徒歩20分、または中禅寺温泉より東武バス中禅寺スカイライン半月山線半月山行き(7月～11月のみ運行)に乗り換えてイタリア・英国大使館別荘記念公園前下車、徒歩6分
- 中禅寺湖クルージング中禅寺湖一周コース(7月～11月のみ運航)にて立木観音前、船の駅中禅寺または菖蒲ヶ浜より大使館別荘記念公園で下船後、徒歩10分。

## 周辺
- 英国大使館別荘記念公園（隣接）
- 半月山
- 華厳滝